# Gracia Hosokawa

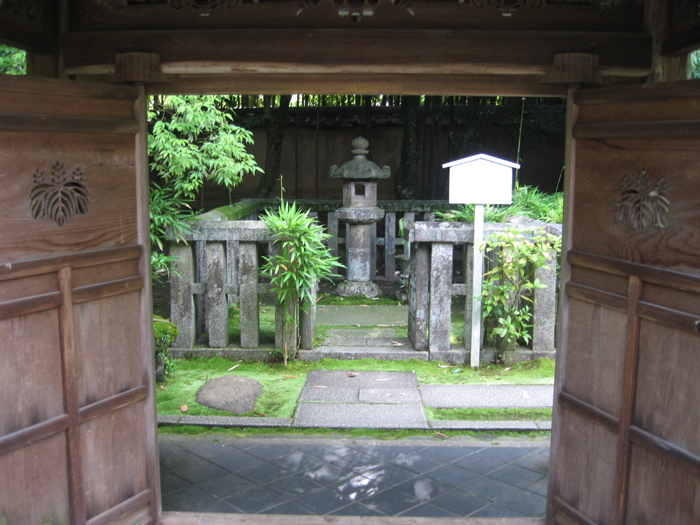
Hrob Gracie Hosokawy a Tadaokiho Hosokawy, Daitokudži, Kjóto.

Tama Hosokawa (japonsky 細川玉, Hosokawa Tama), obvykle uváděná jako Garaša Hosokawa (japonsky 細川ガラシャ, Hosokawa Garaša; 1563 – 25. srpna 1600) byla japonská samurajka. Je známá jako dcera Micuhide Akečiho, manželka Tadaokiho Hosokawy a jako Japonka, která konvertovala ke křesťanství.

## Životopis
Při narození dostala jméno Tama; jméno Garaša, pod kterým se stala historicky známou, je založeno na jejím katolickém jménu, které dostala při křtu, Gracia.
Ve věku patnácti let byla vdaná za Tadaokiho Hosokawu, se kterým měla pět nebo šest dětí. V roce 1582 její otec Micuhide Akeči zradil a zabil svého pána Nobunagu Odu, čímž se Tama stala dcerou zrádce. Tadaoki se s ní nechtěl rozvést, ale poslal ji do vesničky Midono v horách na poloostrově Tango (v současnosti prefektura Kjóto), kde zůstala ukrytá až do roku 1584. Tadaoki pak vzal Tamu do sídla Hosokawů v Ósace, kde zůstala v zajetí.
Tamina služka pocházela z katolické rodiny a manžel jí říkal o svých rozhovorech s jeho křesťanským přítelem Ukonem Takajamou. Na jaře v roce 1587 Tama tajně navštívila kostel v Ósace; o pár měsíců později, když slyšela, že Hidejoši Tojotomi vydal proklamaci proti křesťanství, se ihned odhodlala nechat pokřtít. Jelikož nemohla opustit dům, nechala se pokřtít svou služkou a dostala křesťanské jméno „Gracia”.
V roce 1595 byl Tadaokiho život v nebezpečí pro jeho přátelství s Hidecuguem Tojotomim a přikázal Grácii, že pokud on zemře, musí spáchat sebevraždu. Když o tomto plánu napsala knězi, dozvěděla se, že sebevražda je těžký hřích. Nebezpečí však pominulo.

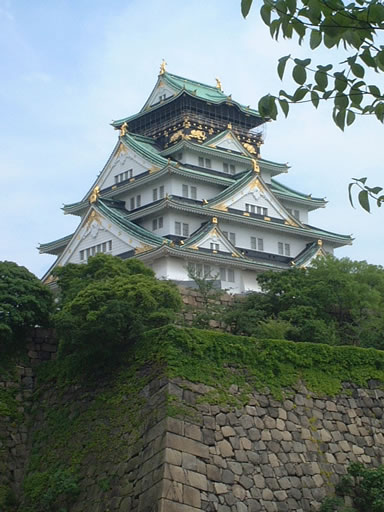
Rekonstrukce Hidejošiho hradu v Ósace. (Hosokawovo sídlo se nacházelo jižně od hradu.)

Po smrti Hidejošiho, v roce 1598, vzniklo mocenské vakuum mezi dvěma formujícími se soupeřícími frakcemi: Iejasu Tokugawa na východě a Micunari Išida na západě. Když Iejasu odešel na východ v roce 1600 v čele velké armády, v níž byl i Tadaoki, jeho rival Išida dobyl hrad v Ósace a město, kde sídlily rodiny mnoha Hidejošiho generálů. Išida vymyslel plán udělat z členů rodin rukojmí a tak přimět soupeřovy generály spojit se s ním nebo přinejmenším zdržet se útoků na něj.
Když se však Išida pokusil zmocnit Gracie a učinit z ní rukojmí, Šósai Ogasawara, vazal rodiny, ji zabil; on a zbytek rodiny spáchali seppuku a vypálili sídlo. Rozhořčení nad její smrtí bylo tak velké, že Išida byl nucen se vzdát svých plánů. Většina japonských zdrojů uvádí, že to byl požadavek Gracie, aby ji Ogasawara zabil. Ale podle jezuitských zdrojů, zaznamenaných hned po její smrti se uvádí, že když Tadaoki opouštěl sídlo, přikázal svým vazalům, aby v případě ohrožení cti jeho manželky ji zabili a potom i sebe. Vazalové usoudili, že taková situace nastala. Gracia očekávala svou smrt a akceptovala toto řešení.
Katolický kněz měl posbírat pozůstatky Gracie a pohřbít je na hřbitově v Sakai. Později Tadaoki přemístil pozůstatky do Sókendži (chrámu v Ósace).
Přestože se v někdy uvádí, že Vatikán ji kanonizoval na svatou v roce 1862, neexistují historické dokumenty, které by to potvrzovaly.

## Gracia v historických fikcích
Gracia se často objevuje jako postava v japonských historických fikcích, jako jsou romány a dramata. Na jedné webové stránce je uvedeno, že její postava se objevuje ve více než 40 divadelních dramatech, filmech, televizních dramatech atd. z let 1887–2006. Také jsou na ni časté odkazy v popisech historie tohoto období. Do angličtiny byl přeložen román spisovatelky Miury Ajako, Hosokawa Garaša Fudžin (Anglický název: Lady Gracia: a Samurai Wife's Love, Strife and Faith), který se blíží historické skutečnosti.
James Clavell použil Gracii jako model pro postavu Mariko ve svém románu Šógun. Navíc Clavell dal japonské manželce Rodrigueze Vasca (jejíž japonské jméno bylo Njan-njan) křestní jméno Gracia. Tato kniha byla později upravena na televizní minisérii. Prvky příběhu Mariko se velmi podobají příběhu Gracie, i když způsob smrti je rozdílný a tyto dvě postavy nemají v podstatě nic společného.

Znak (mon) klanu Hosokawa